# Al-Fakihi
Abu 'Abd Allah Muhammad ibn Ishaq ibn al-'Abbas al-Fakihi (arabisch أبو عبد الله محمد بن إسحاق بن العباس الفاكهي, DMG Abū ʿAbd Allāh Muḥammad b. Isḥāq b. al-ʿAbbās al-Fākihī, geb. zwischen 830 und 835, gest. zwischen 886 und 893) war ein arabischer Historiker und Islamgelehrter, der in Mekka wirkte.
Sein Hauptwerk ist das Buch Aḫbār Makka fī qadīm ad-dahr wa-ḥadīthihi, von dem allerdings nur die zweite Hälfte erhalten ist.

## Werke
- Aḫbār Makka fī qadīm ad-dahr wa-ḥadīthihi (أخبار مكة في قديم الدهر وحديثه)